# Championnat du monde de vitesse moto 2009
Navigation
Édition précédente Édition suivante
Le Championnat du monde de vitesse moto 2009 est la 61e édition du championnat du monde de vitesse moto organisé par la FIM.

Ce championnat comporte dix-sept courses de Grand Prix pour la catégorie MotoGP, et seize pour les catégories 250 cm3 et 125 cm3 (seule l'épreuve de MotoGP est inscrite au programme du Grand Prix des États-Unis).
Le principal changement cette année est l'adoption d'un manufacturier de pneus unique pour la catégorie MotoGP, ce qui entraîne le retrait du français Michelin qui ne souhaite pas participer à un championnat à manufacturier unique (comme ce fut le cas précédemment en Formule 1). Le japonais Bridgestone a été choisi comme manufacturier unique.
La saison MotoGP 2009 s'est déroulée du 10 avril au 8 novembre 2009.
Les champions du monde sont l'Espagnol Julián Simón en 125 cm3, le Japonais Hiroshi Aoyama en 250 cm3 et l'Italien Valentino Rossi en MotoGP.

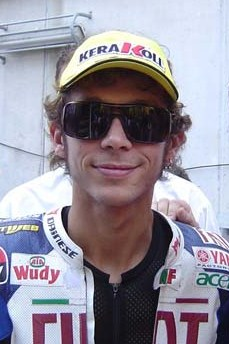
Valentino Rossi, le champion du monde MotoGP 2009

## Calendrier
Le calendrier provisoire a été annoncé le 24 octobre 2008, le Grand Prix de Hongrie aurait dû refaire son apparition après 17 ans d'absence, mais le circuit n'a pu être terminé à temps.
| N° | Date        | Grand Prix                       | Circuit         | Rapport |
| -- | ----------- | -------------------------------- | --------------- | ------- |
| 1  | 12–13 avril | Grand Prix du Qatar ‡            | Losail          | Rapport |
| 2  | 26 avril    | Grand Prix du Japon              | Motegi          | Rapport |
| 3  | 3 mai       | Grand Prix d'Espagne             | Jerez           | Rapport |
| 4  | 17 mai      | Grand Prix de France             | Circuit Bugatti | Rapport |
| 5  | 31 mai      | Grand Prix d'Italie              | Mugello         | Rapport |
| 6  | 14 juin     | Grand Prix de Catalogne          | Catalunya       | Rapport |
| 7  | 27 juin     | Grand Prix des Pays-Bas          | Assen           | Rapport |
| 8  | 5 juillet   | Grand Prix des États-Unis        | Laguna Seca     | Rapport |
| 9  | 19 juillet  | Grand Prix d'Allemagne           | Sachsenring     | Rapport |
| 10 | 26 juillet  | Grand Prix de Grande-Bretagne    | Donington       | Rapport |
| 11 | 16 août     | Grand Prix de République tchèque | Brno            | Rapport |
| 12 | 30 août     | Grand Prix d'Indianapolis        | Indianapolis    | Rapport |
| 13 | 6 septembre | Grand Prix de Saint-Marin        | Misano          | Rapport |
| 14 | 4 octobre   | Grand Prix du Portugal           | Estoril         | Rapport |
| 15 | 18 octobre  | Grand Prix d'Australie           | Phillip Island  | Rapport |
| 16 | 25 octobre  | Grand Prix de Malaisie           | Sepang          | Rapport |
| 17 | 8 novembre  | Grand Prix de Valence            | Valencia        | Rapport |

‡ = Course de nuit

## Classements

### Système de points
Les points sont attribués au 15 premiers de chaque Grand Prix. Les pilotes doivent obligatoirement terminer le Grand Prix pour obtenir les points.
| Position | 1  | 2  | 3  | 4  | 5  | 6  | 7 | 8 | 9 | 10 | 11 | 12 | 13 | 14 | 15 |
| -------- | -- | -- | -- | -- | -- | -- | - | - | - | -- | -- | -- | -- | -- | -- |
| Points   | 25 | 20 | 16 | 13 | 11 | 10 | 9 | 8 | 7 | 6  | 5  | 4  | 3  | 2  | 1  |

### Classements des pilotes et résultats
- Les pilotes marqués en bleu sont éligibles pour le titre de Rookie de l’année.
- Les courses marquées en bleu se sont déroulées sous la pluie.

#### MotoGP
| N° | Date        | Grand Prix                       | Vainqueur        | Deuxième        | Troisième       |
| -- | ----------- | -------------------------------- | ---------------- | --------------- | --------------- |
| 1  | 12–13 avril | Grand Prix du Qatar ‡            | Casey Stoner     | Valentino Rossi | Jorge Lorenzo   |
| 2  | 26 avril    | Grand Prix du Japon              | Jorge Lorenzo    | Valentino Rossi | Daniel Pedrosa  |
| 3  | 3 mai       | Grand Prix d'Espagne             | Valentino Rossi  | Daniel Pedrosa  | Casey Stoner    |
| 4  | 17 mai      | Grand Prix de France             | Jorge Lorenzo    | Marco Melandri  | Daniel Pedrosa  |
| 5  | 31 mai      | Grand Prix d'Italie              | Casey Stoner     | Jorge Lorenzo   | Valentino Rossi |
| 6  | 14 juin     | Grand Prix de Catalogne          | Valentino Rossi  | Jorge Lorenzo   | Casey Stoner    |
| 7  | 27 juin     | Grand Prix des Pays-Bas          | Valentino Rossi  | Jorge Lorenzo   | Casey Stoner    |
| 8  | 5 juillet   | Grand Prix des États-Unis        | Daniel Pedrosa   | Valentino Rossi | Jorge Lorenzo   |
| 9  | 19 juillet  | Grand Prix d'Allemagne           | Valentino Rossi  | Jorge Lorenzo   | Daniel Pedrosa  |
| 10 | 26 juillet  | Grand Prix de Grande-Bretagne    | Andrea Dovizioso | Colin Edwards   | Randy de Puniet |
| 11 | 16 août     | Grand Prix de République tchèque | Valentino Rossi  | Daniel Pedrosa  | Toni Elías      |
| 12 | 30 août     | Grand Prix d'Indianapolis        | Jorge Lorenzo    | Alex De Angelis | Nicky Hayden    |
| 13 | 6 septembre | Grand Prix de Saint-Marin        | Valentino Rossi  | Jorge Lorenzo   | Daniel Pedrosa  |
| 14 | 4 octobre   | Grand Prix du Portugal           | Jorge Lorenzo    | Casey Stoner    | Daniel Pedrosa  |
| 15 | 18 octobre  | Grand Prix d'Australie           | Casey Stoner     | Valentino Rossi | Daniel Pedrosa  |
| 16 | 25 octobre  | Grand Prix de Malaisie           | Casey Stoner     | Daniel Pedrosa  | Valentino Rossi |
| 17 | 8 novembre  | Grand Prix de Valence            | Daniel Pedrosa   | Valentino Rossi | Jorge Lorenzo   |

| Pos | Pilote           | Moto     | QAT | JPN | ESP | FRA | ITA | CAT | NED | USA | GER | GBR | CZE | IND | SMR | POR | AUS | MAL | VAL | Pts |
| --- | ---------------- | -------- | --- | --- | --- | --- | --- | --- | --- | --- | --- | --- | --- | --- | --- | --- | --- | --- | --- | --- |
| 1   | Valentino Rossi  | Yamaha   | 2   | 2   | 1   | 16  | 3   | 1   | 1   | 2   | 1   | 5   | 1   | Ab  | 1   | 4   | 2   | 3   | 2   | 306 |
| 2   | Jorge Lorenzo    | Yamaha   | 3   | 1   | Ab  | 1   | 2   | 2   | 2   | 3   | 2   | Ab  | Ab  | 1   | 2   | 1   | Ab  | 4   | 3   | 261 |
| 3   | Daniel Pedrosa   | Honda    | 11  | 3   | 2   | 3   | Ab  | 6   | Ab  | 1   | 3   | 9   | 2   | 10  | 3   | 3   | 3   | 2   | 1   | 234 |
| 4   | Casey Stoner     | Ducati   | 1   | 4   | 3   | 5   | 1   | 3   | 3   | 4   | 4   | 14  |     |     |     | 2   | 1   | 1   | DNS | 220 |
| 5   | Colin Edwards    | Yamaha   | 4   | 12  | 7   | 7   | 6   | 7   | 4   | 7   | 9   | 2   | 7   | 5   | Ab  | 5   | 5   | 13  | 4   | 161 |
| 6   | Andrea Dovizioso | Honda    | 5   | 5   | 8   | 4   | 4   | 4   | Ab  | Ab  | Ab  | 1   | 4   | 4   | 4   | 7   | 6   | Ab  | 8   | 160 |
| 7   | Toni Elías       | Honda    | 9   | 15  | 9   | 10  | 14  | Ab  | 12  | 6   | 6   | Ab  | 3   | 9   | 6   | 6   | 10  | 7   | 6   | 115 |
| 8   | Alex De Angelis  | Honda    | 6   | 13  | 14  | 11  | 15  | 12  | 10  | 11  | 5   | 4   | 8   | 2   | Ab  | Ab  | 4   | 12  | 10  | 111 |
| 9   | Loris Capirossi  | Suzuki   | Ab  | 7   | 6   | 8   | 5   | 5   | 9   | Ab  | 11  | 11  | 5   | 7   | 5   | Ab  | 12  | 9   | 14  | 110 |
| 10  | Marco Melandri   | Kawasaki | 14  | 6   | 5   | 2   | 11  | 14  | 11  | 10  | 7   | 7   | Ab  | Ab  | 8   | 12  | 7   | 8   | 17  | 108 |
| 11  | Randy de Puniet  | Honda    | 10  | 11  | 4   | 14  | 8   | 8   | 7   | 9   | Ab  | 3   | 10  | 12  | 12  | 11  | 8   | Ab  | 11  | 106 |
| 12  | Chris Vermeulen  | Suzuki   | 7   | 10  | 10  | 6   | 10  | 11  | 5   | 8   | 13  | 13  | 11  | 11  | 9   | 10  | 11  | 6   | 15  | 106 |
| 13  | Nicky Hayden     | Ducati   | 12  | Ab  | 15  | 12  | 12  | 10  | 8   | 5   | 8   | 15  | 6   | 3   | Ab  | 8   | 15  | 5   | 5   | 104 |
| 14  | James Toseland   | Yamaha   | 16  | 9   | 13  | 9   | 7   | 13  | 6   | DSQ | 10  | 6   | 9   | 6   | 10  | 9   | 14  | 15  | 12  | 92  |
| 15  | Mika Kallio      | Ducati   | 8   | 8   | Ab  | Ab  | 13  | 9   | Ab  |     | 14  | 10  | Ab  | 8   | 7   | Ab  | 9   | 10  | 9   | 71  |
| 16  | Niccolò Canepa   | Ducati   | 17  | 14  | 16  | 15  | 9   | 16  | 14  | 12  | 12  | 8   | 12  | Ab  | 13  | 13  | DNS |     |     | 38  |
| 17  | Gábor Talmácsi   | Honda    |     |     |     |     |     | 17  | 16  | Ab  | 15  | 12  | 13  | 14  | 14  | 14  | 13  | 14  | 16  | 19  |
| 18  | Aleix Espargaró  | Ducati   |     |     |     |     |     |     |     |     |     |     |     | 13  | 11  |     |     | 11  | 13  | 16  |
| 19  | Sete Gibernau    | Ducati   | 13  | Ab  | 11  |     |     | 15  | 13  | Ab  | WD  |     |     |     |     |     |     |     |     | 12  |
| 20  | Ben Spies        | Yamaha   |     |     |     |     |     |     |     |     |     |     |     |     |     |     |     |     | 7   | 9   |
| 21  | Yuki Takahashi   | Honda    | 15  | Ab  | 12  | 13  | Ab  | Ab  | 15  |     |     |     |     |     |     |     |     |     |     | 9   |
| -   | Michel Fabrizio  | Ducati   |     |     |     |     |     |     |     |     |     |     | Ab  |     |     |     |     |     |     | 0   |
| Pos | Pilote           | Moto     | QAT | JPN | ESP | FRA | ITA | CAT | NED | USA | GER | GBR | CZE | IND | SMR | POR | AUS | MAL | VAL | Pts |

| Couleur | Résultat                     |
| ------- | ---------------------------- |
| Or      | Vainqueur                    |
| Argent  | 2e place                     |
| Bronze  | 3e place                     |
| Vert    | Terminé, dans les points     |
| Bleu    | Terminé, pas dans les points |
| Violet  | Abandon (Ab.) ou (Ret)       |
| Violet  | Non classé (NC)              |
| Rouge   | Pas qualifié (DNQ)           |
| Noir    | Disqualifié (DSQ)            |
| Blanc   | Pas au départ (DNS)          |
| Blanc   | Forfait (WD)                 |
| Blanc   | N'a pas participé (DNP)      |
| Blanc   | Blessé (INJ)                 |
| Blanc   | Exclu (EX)                   |
| Blanc   | Course annulée (C)           |

#### 250cm3
| N° | Date        | Grand Prix                       | Vainqueur             |
| -- | ----------- | -------------------------------- | --------------------- |
| 1  | 12–13 avril | Grand Prix du Qatar ‡            | Héctor Barberá        |
| 2  | 26 avril    | Grand Prix du Japon              | Álvaro Bautista       |
| 3  | 3 mai       | Grand Prix d'Espagne             | Hiroshi Aoyama        |
| 4  | 17 mai      | Grand Prix de France             | Marco Simoncelli      |
| 5  | 31 mai      | Grand Prix d'Italie              | Mattia Pasini         |
| 6  | 14 juin     | Grand Prix de Catalogne          | Álvaro Bautista       |
| 7  | 27 juin     | Grand Prix des Pays-Bas          | Hiroshi Aoyama        |
| 8  | 5 juillet   | Grand Prix des États-Unis        | Pas d'épreuve 250 cm3 |
| 9  | 19 juillet  | Grand Prix d'Allemagne           | Marco Simoncelli      |
| 10 | 26 juillet  | Grand Prix de Grande-Bretagne    | Hiroshi Aoyama        |
| 11 | 16 août     | Grand Prix de République tchèque | Marco Simoncelli      |
| 12 | 30 août     | Grand Prix d'Indianapolis        | Marco Simoncelli      |
| 13 | 6 septembre | Grand Prix de Saint-Marin        | Héctor Barberá        |
| 14 | 4 octobre   | Grand Prix du Portugal           | Marco Simoncelli      |
| 15 | 18 octobre  | Grand Prix d'Australie           | Marco Simoncelli      |
| 16 | 25 octobre  | Grand Prix de Malaisie           | Hiroshi Aoyama        |
| 17 | 8 novembre  | Grand Prix de Valence            | Héctor Barberá        |

| Pos | Pilote              | Moto    | QAT | JPN | ESP | FRA | ITA | CAT | NED | GER | GBR | CZE | IND | SMR | POR | AUS | MAL | VAL | Pts |
| --- | ------------------- | ------- | --- | --- | --- | --- | --- | --- | --- | --- | --- | --- | --- | --- | --- | --- | --- | --- | --- |
| 1   | Hiroshi Aoyama      | Honda   | 4   | 2   | 1   | 8   | 6   | 2   | 1   | 4   | 1   | 4   | 2   | 4   | 4   | 7   | 1   | 7   | 261 |
| 2   | Héctor Barberá      | Aprilia | 1   | 11  | 4   | 11  | 5   | 3   | 2   | 5   | 8   | 7   | 6   | 1   | 3   | 2   | 2   | 1   | 239 |
| 3   | Marco Simoncelli    | Gilera  |     | 17  | 3   | 1   | 2   | Ab  | 3   | 1   | 4   | 1   | 1   | Ab  | 1   | 1   | 3   | Ab  | 231 |
| 4   | Álvaro Bautista     | Aprilia | 7   | 1   | 2   | 4   | 3   | 1   | Ab  | 3   | 2   | 3   | 3   | 3   | Ab  | 10  | Ab  | 2   | 218 |
| 5   | Mattia Pasini       | Aprilia | Ab  | 3   | 6   | Ab  | 1   | 4   | Ab  | Ab  | 3   | 2   | Ab  | 2   | 8   | Ab  | Ab  | Ab  | 128 |
| 6   | Raffaele de Rosa    | Honda   | 5   | 12  | 10  | 6   | 9   | 9   | 10  | 9   | 7   | 6   | 11  | 8   | Ab  | 3   | Ab  | 3   | 122 |
| 7   | Thomas Lüthi        | Aprilia | 6   | 8   | 5   | Ab  | 4   | 6   | Ab  | 8   | 9   | Ab  | 9   | 10  | 7   | 11  | 4   | 4   | 120 |
| 8   | Mike Di Meglio      | Aprilia | 3   | Ab  | 11  | Ab  | 12  | 14  | 11  | Ab  | 5   | 9   | 4   | 5   | 2   | 5   | Ab  | 14  | 107 |
| 9   | Héctor Faubel       | Honda   | 11  | Ab  | 14  | 2   | 8   | 10  | 8   | 6   | 10  | 10  | 8   | 9   | Ab  | 8   | 5   | Ab  | 105 |
| 10  | Alex Debón          | Aprilia | 14  | 5   | Ab  | Ab  | 7   | 5   | 6   | 2   | 6   | Ab  | Ab  | 7   | 9   | 13  | 7   | DNS | 101 |
| 11  | Roberto Locatelli   | Gilera  | 9   | Ab  | 9   | 3   | 10  | Ab  | 5   | 10  | 13  | 5   | 5   | Ab  | Ab  | DSQ | Ab  | 9   | 85  |
| 12  | Jules Cluzel        | Aprilia | 2   | Ab  | 8   | DNS | Ab  | 11  | Ab  | 14  | 11  | 8   | Ab  | 6   | 5   | 4   | Ab  | Ab  | 82  |
| 13  | Ratthapark Wilairot | Honda   | 8   | Ab  | 15  | 5   | 14  | 7   | 9   | DNS | Ab  | 11  | Ab  | Ab  | 6   | 9   | 6   | 5   | 82  |
| 14  | Lukáš Pešek         | Aprilia | 13  | 7   | 13  | 7   | Ab  | 12  | 12  | 12  | 12  | 12  | 7   | Ab  | 11  | 12  | 8   | 12  | 74  |
| 15  | Karel Abrahám       | Aprilia | Ab  | 9   | Ab  | 12  | 13  | 8   | 7   | Ab  | 14  | Ab  | 10  | 11  | 10  | 6   | 12  | 6   | 74  |
| 16  | Alex Baldolini      | Aprilia | 15  | Ab  | Ab  | Ab  | 11  | 13  | 13  | 11  | 16  | Ab  | 12  | 13  | 14  | Ab  | 9   | 8   | 41  |
| 17  | Shoya Tomizawa      | Honda   | 12  | 10  | 12  | Ab  | Ab  | Ab  | Ab  | 13  | 15  | 13  |     | 12  | Ab  | 15  | 16  | 10  | 32  |
| 18  | Gábor Talmácsi      | Aprilia | 10  | 4   | 7   |     |     |     |     |     |     |     |     |     |     |     |     |     | 28  |
| 19  | Shuhei Aoyama       | Honda   |     | 6   |     |     |     |     |     |     |     |     |     |     | 12  | 14  | 10  | 11  | 27  |
| 20  | Aleix Espargaró     | Aprilia |     |     |     |     |     |     | 4   | 7   |     |     |     |     |     |     |     |     | 22  |
| 21  | Valentin Debise     | Aprilia |     |     | 20  | 13  | 19  | 17  | 14  | 20  | 19  | 15  | 13  | 14  | 13  | 19  | 13  | 15  | 18  |
| 22  | Imre Tóth           | Aprilia | 17  | 13  | 16  | 9   | 15  | Ab  | 15  | 18  | 17  | 17  | 17  | 18  | 18  | 18  | Ab  | 19  | 12  |
| 23  | Balázs Németh       | Aprilia |     |     |     |     | 16  | 18  |     |     | Ab  | 14  | 16  | 15  | 16  | 16  | 11  | 13  | 11  |
| 24  | Vladimir Leonov     | Aprilia | 18  | 15  | 19  | 10  | Ab  | 20  | 16  | Ab  |     | 19  | 15  | 17  | Ab  | Ab  | 15  | 17  | 9   |
| 25  | Axel Pons           | Aprilia | Ab  | Ab  | Ab  | Ab  | 17  | 16  | Ab  | 16  | 20  | 16  | 14  | 16  | 15  | Ab  | Ab  | Ab  | 3   |
| 26  | Bastien Chesaux     | Honda   | 16  | 16  | 17  | Ab  | 18  | 19  | Ab  | 15  | 22  | Ab  | Ab  | Ab  | 17  | 17  | 14  | 16  | 3   |
| 27  | Toby Markham        | Honda   |     |     | DNQ | 14  |     | 21  | Ab  | 17  | 23  | Ab  |     | Ab  |     |     |     |     | 2   |
| 28  | Kazuki Watanabe     | Yamaha  |     | 14  |     |     |     |     |     |     |     |     |     |     |     |     |     |     | 2   |
| 29  | Stevie Bonsey       | Aprilia |     |     |     |     |     | 15  | Ab  |     |     |     |     |     |     |     |     |     | 1   |
| -   | Aitor Rodríguez     | Aprilia | 19  | 18  | 18  | Ab  |     |     |     |     | 21  | 18  |     | 19  |     |     |     |     | 0   |
| Pos | Pilote              | Moto    | QAT | JPN | ESP | FRA | ITA | CAT | NED | GER | GBR | CZE | IND | SMR | POR | AUS | MAL | VAL | Pts |

| Couleur | Résultat                     |
| ------- | ---------------------------- |
| Or      | Vainqueur                    |
| Argent  | 2e place                     |
| Bronze  | 3e place                     |
| Vert    | Terminé, dans les points     |
| Bleu    | Terminé, pas dans les points |
| Violet  | Abandon (Ab.) ou (Ret)       |
| Violet  | Non classé (NC)              |
| Rouge   | Pas qualifié (DNQ)           |
| Noir    | Disqualifié (DSQ)            |
| Blanc   | Pas au départ (DNS)          |
| Blanc   | Forfait (WD)                 |
| Blanc   | N'a pas participé (DNP)      |
| Blanc   | Blessé (INJ)                 |
| Blanc   | Exclu (EX)                   |
| Blanc   | Course annulée (C)           |

##### Résultats des pilotes remplaçants et wildcard
| Pilote              | Résultats                                  |
| ------------------- | ------------------------------------------ |
| Ángel Rodríguez     | Abandon en France                          |
| Ivan Maestro        | Abandon en Espagne                         |
| Daniel Arcas        | 20e en Italie                              |
| Joakim Stensmö      | 19e en Allemagne                           |
| Robin Halen         | Pas qualifié en Allemagne et en Angleterre |
| Marcel Becker       | Pas qualifié en Allemagne                  |
| Ralf Waldmann       | Abandon en Angleterre                      |
| Alex Kenshington    | Pas qualifié en Angleterre                 |
| Barrett Long        | 18e à Indianapolis                         |
| Adam Roberts        | 19e à Indianapolis                         |
| Christopher Moretti | 19e au Portugal                            |

#### 125cm3
| N° | Date        | Grand Prix                       | Vainqueur             |
| -- | ----------- | -------------------------------- | --------------------- |
| 1  | 12–13 avril | Grand Prix du Qatar ‡            | Andrea Iannone        |
| 2  | 26 avril    | Grand Prix du Japon              | Andrea Iannone        |
| 3  | 3 mai       | Grand Prix d'Espagne             | Bradley Smith         |
| 4  | 17 mai      | Grand Prix de France             | Julián Simón          |
| 5  | 31 mai      | Grand Prix d'Italie              | Bradley Smith         |
| 6  | 14 juin     | Grand Prix de Catalogne          | Andrea Iannone        |
| 7  | 27 juin     | Grand Prix des Pays-Bas          | Sergio Gadea          |
| 8  | 5 juillet   | Grand Prix des États-Unis        | Pas d'épreuve 125 cm3 |
| 9  | 19 juillet  | Grand Prix d'Allemagne           | Julián Simón          |
| 10 | 26 juillet  | Grand Prix de Grande-Bretagne    | Julián Simón          |
| 11 | 16 août     | Grand Prix de République tchèque | Nicolás Terol         |
| 12 | 30 août     | Grand Prix d'Indianapolis        | Pol Espargaró         |
| 13 | 6 septembre | Grand Prix de Saint-Marin        | Julián Simón          |
| 14 | 4 octobre   | Grand Prix du Portugal           | Pol Espargaró         |
| 15 | 18 octobre  | Grand Prix d'Australie           | Julián Simón          |
| 16 | 25 octobre  | Grand Prix de Malaisie           | Julián Simón          |
| 17 | 8 novembre  | Grand Prix de Valence            | Julián Simón          |

| Pos | Pilote               | Moto    | QAT | JPN | ESP | FRA | ITA | CAT | NED | GER | GBR | CZE | IND | SMR | POR | AUS | MAL | VAL | Pts   |
| --- | -------------------- | ------- | --- | --- | --- | --- | --- | --- | --- | --- | --- | --- | --- | --- | --- | --- | --- | --- | ----- |
| 1   | Julián Simón         | Aprilia | 2   | 2   | Ab, | 1   | 3   | 4   | 2   | 1   | 1   | 2   | 5   | 1   | 12  | 1   | 1   | 1   | 289   |
| 2   | Bradley Smith        | Aprilia | 5   | 10  | 1   | 4   | 1   | 8   | 3   | Ab, | 20  | 4   | 2   | 3   | 3   | 2   | 2   | 2   | 223.5 |
| 3   | Nicolás Terol        | Aprilia | 7   | 17  | 10  | 9   | 2   | 2   | 5   | 4   | 4   | 1   | 4   | 2   | Ab, | 6   | 5   | 10  | 179.5 |
| 4   | Pol Espargaró        | Derbi   | 4   | 3   | 7   | Ab, | 4   | Ab, | 9   | 5   | 10  | 5   | 1   | Ab, | 1   | 4   | 3   | 3   | 174.5 |
| 5   | Sergio Gadea         | Aprilia | 12  | 19  | 2   | 3   | 11  | 3   | 1   | 2   | Ab, | 9   | 15  | Ab, | 6   | 10  | 4   | 16  | 141   |
| 6   | Sandro Cortese       | Derbi   | 3   | 6   | 6   | 12  | 10  | 9   | Ab, | 6   | Ab, | 6   | 18  | 5   | 2   | 3   | 6   | 8   | 130   |
| 7   | Andrea Iannone       | Aprilia | 1   | 1   | 19  | 7   | Ab, | 1   | 4   | 7   | Ab, | 3   | Ab, | Ab, | Ab, | 8   | 8   | Ab, | 125.5 |
| 8   | Marc Márquez         | KTM     | Ab, | 5   | 3   | Ab, | 5   | 5   | 10  | 16  | 15  | 8   | 6   | 4   | Ab, | 9   | Ab, | 17  | 94    |
| 9   | Joan Olivé           | Derbi   | 18  | 7   | 11  | Ab, | Ab, | 14  | 11  | 3   | 12  | 10  | 8   | 8   | 5   | Ab, | 9   | 6   | 91    |
| 10  | Stefan Bradl         | Aprilia | 8   | 4   | Ab, | Ab, | 8   | 7   | 6   | Ab, | Ab, | 7   | 7   | 6   | 4   | Ab, | Ab, | Ab, | 85    |
| 11  | Simone Corsi         | Aprilia | 14  | 15  | 14  | Ab, | 18  | 16  | 8   | Ab, | 2   | Ab, | 3   | 7   | Ab, | 5   | Ab, | 4   | 81    |
| 12  | Jonas Folger         | Aprilia | 6   | 8   | Ab, | 2   | 14  | 6   | 7   | Ab, | Ab, | 12  | 12  | 9   | 14  | 14  | Ab, | Ab, | 73    |
| 13  | Dominique Aegerter   | Derbi   | 11  | 9   | 9   | 6   | 19  | 20  | 13  | 9   | 8   | 18  | 10  | 15  | 8   | 12  | 14  | 11  | 70.5  |
| 14  | Efrén Vázquez        | Aprilia | 17  | 22  | 5   | 8   | Ab, | Ab, | 12  | 17  | 9   | 14  | 21  | 12  | Ab, | 7   | Ab, | 7   | 54    |
| 15  | Scott Redding        | Aprilia | 13  | Ab, | 4   | Ab, | 7   | 11  | Ab, | Ab, | 3   | 15  | Ab, | Ab, | 16  | 11  | Ab, | Ab, | 50.5  |
| 16  | Takaaki Nakagami     | Aprilia | 20  | 20  | 16  | 5   | 15  | 15  | 17  | Ab, | 5   | 19  | 9   | 20  | 11  | 18  | 11  | 14  | 43    |
| 17  | Danny Webb           | Aprilia | 9   | 11  | 8   | Ab, | Ab, | Ab, | Ab, | 8   | Ab, | 16  | 11  | 10  | Ab, | 13  | Ab, |     | 38.5  |
| 18  | Esteve Rabat         | Aprilia | 10  | 13  | 12  | 11  | 16  | 12  | Ab, | Ab, | Ab, | Ab, | 20  | Ab, | 7   | Ab, | 7   | Ab, | 37    |
| 19  | Lorenzo Zanetti      | Aprilia | 19  | 14  | 18  | 10  | 12  | Ab, | 15  | Ab, | 7   | Ab, | 17  | 14  | 13  | 17  | 10  | 12  | 37    |
| 20  | Johann Zarco         | Aprilia | 15  | Ab, | 13  | Ab, | 6   | 13  | 21  | 23  | 13  | 11  | 23  | 16  | 9   | 16  | Ab, | 15  | 32.5  |
| 21  | Randy Krummenacher   | Aprilia | 22  | 18  | 17  | 15  | 13  | 10  | Ab, | 11  | 18  | 17  | Ab, | 17  | 10  | 15  | 13  | 9   | 32    |
| 22  | Luis Salom           | Aprilia |     |     | 21  |     |     | Ab, | 16  | 13  | 6   | Ab, | 13  | 21  | 15  | 19  | 15  | 13  | 21    |
| 23  | Marcel Schrötter     | Honda   |     |     |     |     |     |     |     | 12  |     | 13  |     |     |     |     |     | 5   | 18    |
| 24  | Tomoyoshi Koyama     | Loncin  | 27  | 12  | Ab, | Ab, | Ab, | 17  | Ab, | 10  | 11  | 21  | 14  | Ab, | Ab, | 21  | Ab, | 20  | 17    |
| 25  | Michael Ranseder     | Haojue  | Ab, | DNS | DNS | DNQ |     |     |     |     |     |     |     |     |     |     |     |     | 9     |
| 25  | Michael Ranseder     | Aprilia |     |     |     |     |     |     |     | Ab, | Ab, | 20  | 16  | 11  | Ab, | 20  | 12  | Ab, | 9     |
| 26  | Lorenzo Savadori     | Aprilia | 21  | Ab, | 21  | Ab, | 9   | Ab, | Ab, | 20  | Ab, | Ab, | Ab, | Ab, |     |     |     | Ab, | 7     |
| 27  | Ricardo Moretti      | Honda   |     |     |     |     | 20  |     |     |     |     |     |     | 13  |     |     |     |     | 3     |
| 28  | Jasper Iwema         | Honda   | 23  | Ab, | 24  | 13  | 23  | 21  | 19  | 19  | Ab, | Ab, |     | 23  | 17  | 22  | 18  | 18  | 3     |
| 29  | Cameron Beaubier     | KTM     | 16  | 16  | 15  | Ab, | DNQ | 18  | Ab, | 14  | Ab, | DNS |     | 22  | Ab, | Ab, | 17  | Ab, | 3     |
| 30  | Martin Glossop       | Honda   |     |     |     |     |     |     |     |     | 14  |     |     |     |     |     |     |     | 2     |
| 31  | Marvin Fritz         | Honda   |     |     |     |     |     |     | 14  |     |     |     |     |     |     |     |     |     | 2     |
| 32  | Gregory Di Carlo     | Honda   |     |     |     | 14  |     |     |     |     |     |     |     |     |     |     |     |     | 2     |
| 33  | Daniel Kartheininger | Honda   |     |     |     |     |     |     |     | 15  |     |     |     |     |     |     |     |     | 1     |
| -   | Lukas Sembera        | Aprilia | 25  | 23  | 20  | Ab, | 22  | Ab, | 20  | 18  | 17  | 30  | 22  |     |     |     |     |     | 0     |
| -   | Luca Marconi         | Aprilia | 24  | 25  | 25  | Ab, | Ab, | 24  | 23  | 24  | 19  | 26  | 24  | 24  | Ab, | 26  | Ab, | 21  | 0     |
| -   | Luca Vitali          | Aprilia | 28  | 26  | DSQ | Ab, | 25  | 26  | 25  | DNQ | 21  | 25  | 25  | 27  | 22  | 25  | Ab, | Ab, | 0     |
| -   | Alexis Masbou        | Loncin  | 26  | 21  | Ab, | Ab, | Ab, | Ab, | Ab, | Ab, | Ab, | 24  | Ab, |     |     |     |     |     | 0     |
| -   | Jakub Kornfeil       | Loncin  |     |     |     |     |     |     |     |     |     |     |     | 28  | 25  | 23  | 19  | Ab, | 0     |
| -   | Matthew Hoyle        | Haojue  | DNS | DNQ | DNQ | DNQ |     |     |     |     |     |     |     |     |     |     |     |     | 0     |
| Pos | Pilote               | Moto    | QAT | JPN | ESP | FRA | ITA | CAT | NED | GER | GBR | CZE | IND | SMR | POR | AUS | MAL | VAL | Pts   |

| Couleur | Résultat                     |
| ------- | ---------------------------- |
| Or      | Vainqueur                    |
| Argent  | 2e place                     |
| Bronze  | 3e place                     |
| Vert    | Terminé, dans les points     |
| Bleu    | Terminé, pas dans les points |
| Violet  | Abandon (Ab.) ou (Ret)       |
| Violet  | Non classé (NC)              |
| Rouge   | Pas qualifié (DNQ)           |
| Noir    | Disqualifié (DSQ)            |
| Blanc   | Pas au départ (DNS)          |
| Blanc   | Forfait (WD)                 |
| Blanc   | N'a pas participé (DNP)      |
| Blanc   | Blessé (INJ)                 |
| Blanc   | Exclu (EX)                   |
| Blanc   | Course annulée (C)           |

† La moitié des points ont été attribués lors du Grand Prix du Qatar car les pilotes n'ont pas parcouru une distance suffisante pour obtenir le total des points.

Le GP de Grande-Bretagne a été arrêté après 5 tours. Les pilotes notés avec DNS n'ont pas effectué la deuxième partie de la course.

##### Résultats des pilotes remplaçants et wildcard
| Pilote               | Résultats                                                           |
| -------------------- | ------------------------------------------------------------------- |
| Yuuichi Yanagisawa   | 24e au Japon                                                        |
| Hiroomi Iwata        | 27e au Japon                                                        |
| Satoru Kamada        | 28e au Japon                                                        |
| Yuki Oogane          | 29e au Japon                                                        |
| Yuma Yahagi          | Abandon au Japon                                                    |
| Alberto Moncayo      | 22e en Espagne, 19e en Catalogne et 18e au Portugal                 |
| Borja Maestro        | 26e en Espagne                                                      |
| Jordi Dalmau         | 27e en Espagne, 25e en Catalogne et 24e au Portugal                 |
| Eduard Lopez         | 28e en Espagne                                                      |
| Ornella Ongaro       | Pas qualifié en France                                              |
| Sturla Fagerhaug     | Abandon en France, 22e en Catalogne et 19e au Portugal              |
| Steven Le Coquen     | Abandon en France                                                   |
| Cyril Carrillo       | Abandon en France                                                   |
| Luigi Morciano       | 17e en Italie, 22e en Rép. Tchèque et 19e à Saint-Marin             |
| Davide Stirpe        | 21e en Italie                                                       |
| Gennaro Sabatino     | 24e en Italie                                                       |
| Alessandro Tonucci   | 26e en Italie, 23e en Rép. Tchèque et 29e à Saint-Marin             |
| Johnny Rosell        | 23e en Catalogne                                                    |
| Roy Pouw             | Pas qualifié aux Pays-Bas                                           |
| Michael van der Mark | 18e aux Pays-Bas                                                    |
| Karel Pések          | 22e aux Pays-Bas, abandon en Grande-Bretagne et 27e en Rép. Tchèque |
| Pepijn Bijsterbosch  | 24e aux Pays-Bas                                                    |
| Toni Finsterbusch    | 21e en Allemagne                                                    |
| Damien Raemy         | 22e en Allemagne                                                    |

| Pilote            | Résultats                                                                                   |
| ----------------- | ------------------------------------------------------------------------------------------- |
| Eeki Kuparinen    | Abandon en Allemagne                                                                        |
| Paul Jordan       | 16e en Grande-Bretagne                                                                      |
| James Lodge       | Abandon en Grande-Bretagne                                                                  |
| Timothy Hastings  | Abandon en Grande-Bretagne                                                                  |
| Ivan Visak        | 28e en Rép. Tchèque                                                                         |
| Ladislav Chmelik  | 29e en Rép. Tchèque                                                                         |
| Ben Young         | Abandon à Indianapolis                                                                      |
| Miles Thornton    | Abandon à Indianapolis                                                                      |
| Gabriele Ferro    | 25e à Saint-Marin                                                                           |
| Jakub Jantulik    | 26e à Saint-Marin et 21e au Portugal                                                        |
| Jakub Kornfeil    | 28e à Saint-Marin, 25e au Portugal, 23e en Australie , 19e en Malaisie et abandon à Valence |
| Quentin Jacquet   | 23e au Portugal, DNS en Australie, 22e en Malaisie et DNQ à Valence                         |
| Brad Gross        | 24e en Australie                                                                            |
| Andrew Lawson     | 27e en Australie                                                                            |
| Levi Day          | 28e en Australie                                                                            |
| Nicky Diles       | Abandon en Australie                                                                        |
| Dylan Mavin       | DNS en Australie                                                                            |
| Elly Ilias        | 16e en Malaisie                                                                             |
| Muhammad Zulfahmi | 20e en Malaisie                                                                             |
| Blake Leigh-Smith | 21e en Malaisie                                                                             |
| Ivan Maestro      | Abandon à Valence                                                                           |
| Joan Perello      | DNS à Valence                                                                               |

### Classement des constructeurs

#### Classement constructeur des MotoGP
| Pos | Constructeur | QAT | JPN | ESP | FRA | ITA | CAT | NED | USA | GER | GBR | CZE | IND | SMR | POR | AUS | MAL | VAL | Pts |
| --- | ------------ | --- | --- | --- | --- | --- | --- | --- | --- | --- | --- | --- | --- | --- | --- | --- | --- | --- | --- |
| 1   | Yamaha       | 2   | 1   | 1   | 1   | 2   | 1   | 1   | 2   | 1   | 2   | 1   | 1   | 1   | 1   | 2   | 3   | 2   | 386 |
| 2   | Honda        | 5   | 3   | 2   | 3   | 4   | 4   | 7   | 1   | 3   | 1   | 2   | 2   | 3   | 3   | 3   | 2   | 1   | 297 |
| 3   | Ducati       | 1   | 4   | 3   | 5   | 1   | 3   | 3   | 4   | 4   | 8   | 6   | 3   | 7   | 2   | 1   | 1   | 5   | 272 |
| 4   | Suzuki       | 7   | 7   | 6   | 6   | 5   | 5   | 5   | 8   | 11  | 11  | 5   | 7   | 5   | 10  | 11  | 6   | 14  | 133 |
| 5   | Kawasaki     | 14  | 6   | 5   | 2   | 11  | 14  | 11  | 10  | 7   | 7   | Ab  | Ab  | 8   | 12  | 7   | 8   | 17  | 108 |

#### Classement constructeur des250cm3
| Pos | Constructeur | QAT | JPN | ESP | FRA | ITA | CAT | NED | GER | GBR | CZE | IND | SMR | POR | AUS | MAL | VAL | Pts |
| --- | ------------ | --- | --- | --- | --- | --- | --- | --- | --- | --- | --- | --- | --- | --- | --- | --- | --- | --- |
| 1   | Aprilia      | 1   | 1   | 2   | 4   | 1   | 1   | 2   | 2   | 2   | 2   | 3   | 1   | 2   | 2   | 2   | 1   | 339 |
| 2   | Honda        | 4   | 2   | 1   | 2   | 6   | 2   | 1   | 4   | 1   | 4   | 2   | 4   | 4   | 3   | 1   | 3   | 287 |
| 3   | Gilera       | 9   | 17  | 3   | 1   | 2   | Ab  | 3   | 1   | 4   | 1   | 1   | Ab  | 1   | 1   | 3   | 9   | 245 |
| 4   | Yamaha       |     | 14  |     |     |     |     |     | DNQ | DNQ |     | 18  |     |     |     |     |     | 2   |

#### Classement constructeur des125cm3
| Pos | Constructeur | QAT | JPN | ESP | FRA | ITA | CAT | NED | GER | GBR | CZE | IND | SMR | POR | AUS | MAL | VAL | Pts   |
| --- | ------------ | --- | --- | --- | --- | --- | --- | --- | --- | --- | --- | --- | --- | --- | --- | --- | --- | ----- |
| 1   | Aprilia      | 1   | 1   | 1   | 1   | 1   | 1   | 1   | 1   | 1   | 1   | 2   | 1   | 3   | 1   | 1   | 1   | 373.5 |
| 2   | Derbi        | 3   | 3   | 5   | 6   | 4   | 9   | 9   | 3   | 8   | 5   | 1   | 5   | 1   | 3   | 3   | 3   | 216   |
| 3   | KTM          | 16  | 5   | 3   | Ab  | 5   | 5   | 10  | 14  | 16  | 8   | 6   | 4   | 19  | 9   | 17  | 17  | 96    |
| 4   | Honda        | 23  | 24  | 23  | 13  | 21  | 21  | 14  | 12  | 14  | 13  |     | 23  | 17  | 22  | 18  | 5   | 25    |
| 5   | Loncin       | 26  | 12  | Ab  | Ab  | Ab  | 16  | Ab  | 10  | 11  | 21  | Ab  | 28  | 25  | 21  | 19  | 20  | 17    |
| 6   | Yamaha       |     |     |     |     |     |     |     |     |     |     |     |     |     | 24  | 20  |     | 0     |
| 7   | Haojue       | Ab  | DNS | DNS | DNQ |     |     |     |     |     |     |     |     |     |     |     |     | 0     |

† La moitié des points ont été attribués lors du Grand Prix du Qatar car les pilotes n'ont pas parcouru une distance suffisante pour obtenir le total des points.

## Pilotes

### MotoGP participants
| Team                                           | Constructor | Motorcycle      | No. | Rider            | Rounds           |
| ---------------------------------------------- | ----------- | --------------- | --- | ---------------- | ---------------- |
| Ducati Marlboro Team Ducati Team (rd 8 and 12) | Ducati      | Desmosedici GP9 | 27  | Casey Stoner     | 1–10, 14–17      |
| Ducati Marlboro Team Ducati Team (rd 8 and 12) | Ducati      | Desmosedici GP9 | 36  | Mika Kallio      | 11–13            |
| Ducati Marlboro Team Ducati Team (rd 8 and 12) | Ducati      | Desmosedici GP9 | 69  | Nicky Hayden     | Toutes           |
| Pramac Racing                                  | Ducati      | Desmosedici GP9 | 36  | Mika Kallio      | 1–7, 9–10, 14–17 |
| Pramac Racing                                  | Ducati      | Desmosedici GP9 | 84  | Michel Fabrizio  | 11               |
| Pramac Racing                                  | Ducati      | Desmosedici GP9 | 44  | Aleix Espargaró  | 12–13            |
| Pramac Racing                                  | Ducati      | Desmosedici GP9 | 88  | Niccolò Canepa   | 1–15             |
| Pramac Racing                                  | Ducati      | Desmosedici GP9 | 44  | Aleix Espargaró  | 16–17            |
| Grupo Francisco Hernando                       | Ducati      | Desmosedici GP9 | 59  | Sete Gibernau    | 1–3, 6–8         |
| Repsol Honda Team                              | Honda       | RC212V          | 3   | Dani Pedrosa     | Toutes           |
| Repsol Honda Team                              | Honda       | RC212V          | 4   | Andrea Dovizioso | Toutes           |
| San Carlo Honda Gresini                        | Honda       | RC212V          | 15  | Alex de Angelis  | Toutes           |
| San Carlo Honda Gresini                        | Honda       | RC212V          | 24  | Toni Elías       | Toutes           |
| LCR Honda MotoGP                               | Honda       | RC212V          | 14  | Randy de Puniet  | Toutes           |
| Scot Racing Team MotoGP                        | Honda       | RC212V          | 72  | Yuki Takahashi   | 1–7              |
| Scot Racing Team MotoGP                        | Honda       | RC212V          | 41  | Gábor Talmácsi   | 6–17             |
| Hayate Racing Team                             | Kawasaki    | Ninja ZX-RR     | 33  | Marco Melandri   | Toutes           |
| Rizla Suzuki MotoGP                            | Suzuki      | GSV-R           | 7   | Chris Vermeulen  | Toutes           |
| Rizla Suzuki MotoGP                            | Suzuki      | GSV-R           | 65  | Loris Capirossi  | Toutes           |
| Fiat Yamaha Team                               | Yamaha      | YZR-M1          | 46  | Valentino Rossi  | Toutes           |
| Fiat Yamaha Team                               | Yamaha      | YZR-M1          | 99  | Jorge Lorenzo    | Toutes           |
| Sterilgarda Yamaha Team                        | Yamaha      | YZR-M1          | 11  | Ben Spies        | 17               |
| Monster Yamaha Tech 3                          | Yamaha      | YZR-M1          | 5   | Colin Edwards    | Toutes           |
| Monster Yamaha Tech 3                          | Yamaha      | YZR-M1          | 52  | James Toseland   | Toutes           |

| Key               | Key |
| ----------------- | --- |
| Regular rider     |     |
| Wildcard rider    |     |
| Replacement rider |     |

- All entries used Bridgestone tyres.

### 250cm3
| Équipe                      | Constructeur | Moto               | N° | Pilote              |
| --------------------------- | ------------ | ------------------ | -- | ------------------- |
| Metis Gilera                | Gilera       | Gilera RSA 250     | 58 | Marco Simoncelli    |
| Metis Gilera                | Gilera       | Gilera RSA 250     | 15 | Roberto Locatelli   |
| Mapfre Aspar Team           | Aprilia      | Aprilia RSA 250    | 19 | Álvaro Bautista     |
| Mapfre Aspar Team           | Aprilia      | Aprilia RSW 250 LE | 63 | Mike Di Meglio      |
| Pepe World Team             | Aprilia      | Aprilia RSW 250 LE | 7  | Axel Pons           |
| Pepe World Team             | Aprilia      | Aprilia RSA 250    | 40 | Héctor Barberá      |
| Balatonring Team 250 cm3    | Aprilia      | Aprilia RSA 250    | 28 | Gábor Talmácsi      |
| Balatonring Team 250 cm3    | Aprilia      | Aprilia RSA 250    | 47 | Ángel Rodríguez     |
| Balatonring Team 250 cm3    | Aprilia      | Aprilia RSA 250    | 11 | Balázs Németh       |
| Balatonring Team 250 cm3    | Aprilia      | Aprilia RSA 250    | 41 | Aleix Espargaró     |
| Emmi - Caffé Latte          | Aprilia      | Aprilia RSA 250    | 12 | Thomas Lüthi        |
| Aeropuerto-Castello-Blusens | Aprilia      | Aprilia RSW 250 LE | 6  | Alex Debón          |
| Auto Kelly - CP             | Aprilia      | Aprilia RSW 250 LE | 52 | Lukáš Pešek         |
| Cardion AB Motoracing       | Aprilia      | Aprilia RSA 250    | 17 | Karel Abrahám       |
| Team Toth Aprilia           | Aprilia      | Aprilia RSW 250 LE | 10 | Imre Tóth           |
| Team Toth Aprilia           | Aprilia      | Aprilia RSA 250    | 75 | Mattia Pasini       |
| Scot Racing Team 250 cm3    | Honda        | Honda RS250RW      | 4  | Hiroshi Aoyama      |
| Scot Racing Team 250 cm3    | Honda        | Honda RS250RW      | 35 | Raffaele De Rosa    |
| Thai PTT Honda SAG          | Honda        | Honda RS250RW      | 14 | Ratthapark Wilairot |
| Valencia CF Honda SAG       | Honda        | Honda RS250RW      | 55 | Héctor Faubel       |
| WTR San Marino Team         | Aprilia      | Aprilia RSW 250 LE | 25 | Alex Baldolini      |
| Racing Team Germany         | Honda        | Honda RS250R       | 8  | Bastien Chesaux     |
| Racing Team Germany         | Honda        | Honda RS250R       | 73 | Shuhei Aoyama       |
| Milar - Juegos Lucky        | Aprilia      | Aprilia RSW 250 LE | 77 | Aitor Rodriguez     |
| Milar - Juegos Lucky        | Aprilia      | Aprilia RSW 250 LE | 51 | Stevie Bonsey       |
| Milar - Juegos Lucky        | Aprilia      | Aprilia RSW 250 LE | 80 | Stevie Bonsey       |
| Milar - Juegos Lucky        | Aprilia      | Aprilia RSW 250 LE | 37 | Daniel Arcas        |
| Milar - Juegos Lucky        | Aprilia      | Aprilia RSW 250 LE | 76 | Ivan Maestro        |
| CIP MotoGP250               | Honda        | Honda RS250R       | 48 | Shoya Tomizawa      |
| CIP MotoGP250               | Honda        | Honda RS250R       | 53 | Valentin Debise     |
| Matteoni Racing             | Aprilia      | Aprilia RSW 250 LE | 8  | Bastien Chesaux     |
| Matteoni Racing             | Aprilia      | Aprilia RSW 250 LE | 16 | Jules Cluzel        |
| Matteoni Racing             | Aprilia      | Aprilia RSW 250 LE | 77 | Aitor Rodriguez     |
| Matteoni Racing             | Aprilia      | Aprilia RSW 250 LE | 88 | Christopher Moretti |
| Viessman Kiefer Racing      | Aprilia      | Aprilia RSW 250 LE | 56 | Vladimir Leonov     |
| Viessman Kiefer Racing      | Aprilia      | Aprilia RSW 250 LE | 95 | Ralf Waldmann       |
| Paddock GP Racing Team      | Aprilia      | Aprilia RSA 250    | 75 | Mattia Pasini       |
| Harc-Pro                    | Honda        | Honda RS250R       | 73 | Shuhei Aoyama       |
| Bardral Racing with SJ-R    | Yamaha       | Yamaha TZ 250      | 59 | Kazuki Watanabe     |
| C&L Racing                  | Honda        | Honda RS250R       | 54 | Toby Markham        |
| Yamaha Road Racing Team     | Yamaha       | Yamaha TZ 250      | 65 | Marcel Becker       |
| Nordgren Racing             | Honda        | Honda RS250R       | 66 | Joakim Stensmo      |
| Promotion Scandinavia AB    | Aprilia      | Aprilia RSW 250 LE | 67 | Robin Halen         |
| Sabresport Grand Prix       | Aprilia      | Aprilia RSW 250 LE | 64 | Luke Mossey         |
| Dennis Trollope Racing      | Yamaha       | Yamaha TZ 250      | 68 | Alex Kenshington    |
| Longevity Racing            | Yamaha       | Yamaha TZ 250      | 29 | Barrett Long        |
| Rat Racing                  | Yamaha       | Yamaha TZ 250      | 30 | Adam Roberts        |
| Bigman Racing               | Honda        | Honda RS250R       | 33 | William Dunlop      |

| Légendes            | Légendes |
| ------------------- | -------- |
| Pilotes titulaires  |          |
| Pilotes invités     |          |
| Pilotes remplaçants |          |

Tous les pilotes sont équipés en Dunlop

### 125cm3
| Équipes                     | Constructeurs | Moto            | N° | Pilotes              |
| --------------------------- | ------------- | --------------- | -- | -------------------- |
| Jack&Jones Team             | Aprilia       | Aprilia RSA 125 | 18 | Nicolás Terol        |
| Jack&Jones Team             | Aprilia       | Aprilia RSA 125 | 24 | Simone Corsi         |
| Jack&Jones Team             | Aprilia       | Aprilia RSA 125 | 39 | Luis Salom           |
| Ajo Interwetten             | Derbi         | Derbi RSA 125   | 77 | Dominique Aegerter   |
| Ajo Interwetten             | Derbi         | Derbi RSA 125   | 11 | Sandro Cortese       |
| Bancaja Aspar Team          | Aprilia       | Aprilia RSA 125 | 33 | Sergio Gadea         |
| Bancaja Aspar Team          | Aprilia       | Aprilia RSA 125 | 38 | Bradley Smith        |
| Bancaja Aspar Team          | Aprilia       | Aprilia RSA 125 | 60 | Julián Simón         |
| Viessman Kiefer Racing      | Aprilia       | Aprilia RSA 125 | 17 | Stefan Bradl         |
| Derbi Racing Team           | Derbi         | Derbi RSA 125   | 44 | Pol Espargaró        |
| Derbi Racing Team           | Derbi         | Derbi RSA 125   | 6  | Joan Olivé           |
| Derbi Racing Team           | Derbi         | Derbi RSA 125   | 7  | Efrén Vázquez        |
| Ongetta Team I.S.P.A.       | Aprilia       | Aprilia RSA 125 | 8  | Lorenzo Zanetti      |
| Ongetta Team I.S.P.A.       | Aprilia       | Aprilia RSA 125 | 29 | Andrea Iannone       |
| Ongetta Team I.S.P.A.       | Aprilia       | Aprilia RS 125  | 73 | Takaaki Nakagami     |
| Ongetta Team I.S.P.A.       | Aprilia       | Aprilia RS 125  | 94 | Jonas Folger         |
| Blusens Aprilia             | Aprilia       | Aprilia RSA 125 | 12 | Esteve Rabat         |
| Blusens Aprilia             | Aprilia       | Aprilia RSA 125 | 45 | Scott Redding        |
| Blusens Aprilia             | Aprilia       | Aprilia RS 125  | 43 | Johnny Rosell        |
| Degraaf Grand Prix          | Aprilia       | Aprilia RSA 125 | 35 | Randy Krummenacher   |
| Degraaf Grand Prix          | Aprilia       | Aprilia RSA 125 | 99 | Danny Webb           |
| Degraaf Grand Prix          | Honda         | Honda RS125R    | 47 | Blake Leigh-Smith    |
| Red Bull KTM Motorsport     | KTM           | KTM FRR 125     | 16 | Cameron Beaubier     |
| Red Bull KTM Motorsport     | KTM           | KTM FRR 125     | 93 | Marc Márquez         |
| Red Bull KTM Motorsport     | KTM           | KTM FRR 125     | 50 | Sturla Fagerhaug     |
| Haojue Team                 | Haojue        | Haojue 125      | 66 | Matthew Hoyle        |
| Haojue Team                 | Haojue        | Haojue 125      | 88 | Michael Ranseder     |
| Loncin Racing               | Loncin        | Loncin          | 5  | Alexis Masbou        |
| Loncin Racing               | Loncin        | Loncin          | 71 | Tomoyoshi Koyama     |
| Loncin Racing               | Loncin        | Loncin          | 21 | Jakub Kornfeil       |
| CBC Corse                   | Aprilia       | Aprilia RS 125  | 10 | Luca Vitali          |
| CBC Corse                   | Aprilia       | Aprilia RS 125  | 87 | Luca Marconi         |
| CBC Corse                   | Aprilia       | Aprilia RS 125  | 88 | Michael Ranseder     |
| WTR San Marino Team         | Aprilia       | Aprilia RS 125  | 14 | Johann Zarco         |
| Fontana Racing              | Aprilia       | Aprilia RS 125  | 32 | Lorenzo Savadori     |
| Fontana Racing              | Aprilia       | Aprilia RSA 125 | 24 | Simone Corsi         |
| Racing Team Germany         | Honda         | Honda RS125R    | 53 | Jasper Iwema         |
| Matteoni Racing             | Aprilia       | Aprilia RS 125  | 19 | Quentin Jacquet      |
| Matteoni Racing             | Aprilia       | Aprilia RS 125  | 69 | Lukas Sembera        |
| Dydo Miu Racing             | Honda         | Honda RS125R    | 55 | Hiroomi Iwata        |
| Okegawajuku & Endurance     | Honda         | Honda RS125R    | 56 | Yuma Yahagi          |
| Okegawajuku & Endurance     | Honda         | Honda RS125R    | 57 | Yuki Oogane          |
| 18 Grage Racing             | Honda         | Honda RS125R    | 58 | Yuuichi Yanagisawa   |
| Endurance & Osl             | Honda         | Honda RS125R    | 59 | Satoru Kamada        |
| SAG-Castrol                 | Honda         | Honda RS125R    | 31 | Jordi Dalmau         |
| SAG-Castrol                 | Honda         | Honda RS125R    | 39 | Luis Salom           |
| SAG-Castrol                 | Honda         | Honda RS125R    | 95 | Joan Perello         |
| TCR Competicion             | Aprilia       | Aprilia RS 125  | 40 | Eduard Lopez         |
| Hune Racing Team-TMM        | Aprilia       | Aprilia RS 125  | 41 | Borja Maestro        |
| Hune Racing Team-TMM        | Aprilia       | Aprilia RS 125  | 76 | Ivan Maestro         |
| Andalucia Aprilia           | Aprilia       | Aprilia RS 125  | 42 | Alberto Moncayo      |
| TJP-TVX Racing              | Honda         | Honda RS125R    | 36 | Cyril Carrillo       |
| Équipe de France            | Honda         | Honda RS125R    | 48 | Gregory Di Carlo     |
| Xtrem Racing Team           | Honda         | Honda RS125R    | 49 | Ornella Ongaro       |
| Villiers Team Competition   | Honda         | Honda RS125R    | 52 | Steven Le Coquen     |
| Elligi Racing               | Aprilia       | Aprilia RS 125  | 51 | Riccardo Moretti     |
| Junior GP Racing Dream      | Aprilia       | Aprilia RS 125  | 61 | Luigi Morciano       |
| Junior GP Racing Dream      | Aprilia       | Aprilia RS 125  | 62 | Alessandro Tonucci   |
| Junior GP Racing Dream      | Aprilia       | Aprilia RS 125  | 63 | Gennaro Sabatino     |
| Junior GP Racing Dream      | Aprilia       | Aprilia RS 125  | 32 | Lorenzo Savadori     |
| CRP Racing                  | Honda         | Honda RS125R    | 64 | Davide Stirpe        |
| Dutch Racing Team           | Honda         | Honda RS125R    | 82 | Michael van der Mark |
| Racing Team Bijsterbosch    | Honda         | Honda RS125R    | 83 | Pepijn Bijsterbosch  |
| Team Holland                | Aprilia       | Aprilia RS 125  | 84 | Ruy Pouw             |
| LHF-Project Racing          | Honda         | Honda RS125R    | 85 | Marvin Fritz         |
| Pesek Team                  | Derbi         | Derbi RS 125    | 86 | Karel Pesek          |
| Freudenberg Racing          | Honda         | Honda RS125R    | 76 | Toni Finsterbusch    |
| Freudenberg Racing          | Honda         | Honda RS125R    | 79 | Daniel Kartheininger |
| Toni-Mang Racing            | Honda         | Honda RS125R    | 78 | Marcel Schrötter     |
| RBS Honda                   | Honda         | Honda RS125R    | 80 | Damien Raemy         |
| Ajo Motorsport              | Honda         | Honda RS125R    | 81 | Eeki Kuparinen       |
| KRP/Bradley Smith Racing    | Honda         | Honda RS125R    | 89 | James Lodge          |
| KRP/Bradley Smith Racing    | Honda         | Honda RS125R    | 90 | Timothy Hastings     |
| KRP/Bradley Smith Racing    | Honda         | Honda RS125R    | 91 | Martin Glossop       |
| KRP/Bradley Smith Racing    | Honda         | Honda RS125R    | 92 | Paul Jordan          |
| Moto FGR                    | Honda         | Honda RS125R    | 67 | Ladislav Chmelik     |
| Team Migomoto               | Honda         | Honda RS125R    | 68 | Ivan Visak           |
| Veloce Racing               | Aprilia       | Aprilia RS 125  | 74 | Ben Young            |
| Veloce Racing               | Aprilia       | Aprilia RS 125  | 75 | Miles Thornton       |
| Grillini Bridgestone Racing | Aprilia       | Aprilia RS 125  | 65 | Gabriele Ferro       |
| JJ Racing                   | Aprilia       | Aprilia RS 125  | 70 | Jakub Jantulik       |
| Mavin Industries            | Honda         | Honda RS125R    | 30 | Dylan Mavin          |
| Champions Race Days         | Honda         | Honda RS125R    | 54 | Andrew Lawson        |
| RSW Racing                  | Aprilia       | Aprilia RS 125  | 96 | Nicky Diles          |
| Gross Racing                | Yamaha        | Yamaha TZ 125   | 97 | Brad Gross           |
| Racetrix/Angelo's Aluminium | Honda         | Honda RS125R    | 98 | Levi Day             |
| Air Asia Team Malaysia      | Yamaha        | Yamaha TZ 125   | 23 | Muhammad Zulfahmi    |
| Air Asia Team Malaysia      | Aprilia       | Aprilia RS 125  | 28 | Elly Ilias           |

| Légendes            | Légendes |
| ------------------- | -------- |
| Pilotes titulaires  |          |
| Pilotes invités     |          |
| Pilotes remplaçants |          |

Tous les pilotes sont équipés en Dunlop